# Jean-Philippe-Frédéric du Palatinat
Jean-Philippe-Frédéric du Palatinat (1627-1650) est un prince palatin, fils de Frédéric V du Palatinat, roi de Bohème.
Il est tué lors de la bataille de Rethel, le 15 décembre 1650.
Il est enterré à Sedan (temple protestant de la place d'Alsace-Lorraine).